# Erich Büttner
Erich Büttner foi um piloto alemão da Luftwaffe durante a Segunda Guerra Mundial. Abateu 24 aeronaves inimigas, o que fez dele um ás da aviação, incluindo 8 com um Messerschmitt Me 262.